# تپه دم چنار
تپه دم چنار مربوط به هزاره ۴ و ۳ قبل از میلاد است و در شهرستان دنا، بخش کبکیان، دهستان دم چنار واقع شده و این اثر در تاریخ ۱۹ دی ۱۳۵۶ با شمارهٔ ثبت ۱۵۷۳ به‌عنوان یکی از آثار ملی ایران به ثبت رسیده است.